# Medal Służby Ogólnej w Kanadzie
Medal Służby Ogólnej w Kanadzie, skr. Medal Kanady (ang. Canada General Service Medal) – jeden z medali kampanii brytyjskich, usankcjonowany w styczniu 1899, 29 lat po ostatnim upamiętnianym przez medal zdarzeniu.

## Zasady nadawania
Medal był przyznawany członkom imperialnych i kanadyjskich sił, które wzięły udział w tłumieniu ataków Fenian i pierwszego buntu Metysów pod dowództwem Louisa Riela, to ostatnie zdarzenie odnosi się w zasadzie do ekspedycji nad rzekę Red River.
Ponieważ medal nie był wydany aż do roku 1899, przyznawany był tylko na wniosek odbiorcy, który musiał spełnić przynajmniej jeden z następujących warunków:
- być w czynnej służbie w polu;
- służyć jako ochrona w dowolnym miejscu gdzie spodziewany był atak nieprzyjaciela;
- udowodnić szczegółowo przebieg swojej służby lub pełnionych obowiązków.

## Klamry medalu
- Fenian Raid (1866)
- Fenian Raid (1870)
- Red River (1870)

Medal przyznawano zawsze z klamrami.

## Opis medalu
Okrągły, srebrny medal o średnicy 1,42 cala.
Awers: wizerunek królowej Wiktorii w diademie i welonie oraz legenda VICTORIA REGINA ET IMPERATRIX.
Rewers: falująca na wietrze flaga Kanady, otoczona wieńcem z liści klonu zwieńczonym słowem CANADA.
Na grzbiecie medalu grawerowano nazwisko, numer służbowy, stopień i nazwę jednostki odbiorcy.
Wydano 16 668 medali, z tego 15 300 dla jednostek kanadyjskich.